# فرودگاه آلتا فلورستا
فرودگاه آلتا فلورستا (به انگلیسی: Alta Floresta Airport) (به زبان بومی: Aeroporto Piloto Oswaldo Marques Dias) یک فرودگاه همگانی مسافربری با کد یاتا AFL است که یک باند فرود آسفالت دارد و طول باند آن ۲۵۱۳ متر است. این فرودگاه در کشور برزیل قرار دارد و در ارتفاع ۲۸۹ متری از سطح دریا واقع شده است.

## شرکت‌های هواپیمایی و مقصدهای پروازی
| شرکت‌های هواپیمایی     | مقصدهای پروازی      |
| --------------------- | ------------------- |
| آزول برزیلین ایرلاینز | مارشال روندو، سینوپ |